# World Piece Tour
Il World Piece Tour è stato il tour fatto dagli Iron Maiden per celebrare il loro album Piece of Mind uscito nel 1983. Il tour ha riscosso un ampio successo, ed ha permesso di creare le basi adatte per il World Slavery Tour.
Questo è stato il primo tour con Nicko McBrain alla batteria, poiché il batterista Clive Burr aveva rassegnato le sue dimissioni prima dell'uscita dell'album Piece of Mind. La scenografia del palco era stata preparata come mai fatto prima, accompagnata da ottimi effetti pirotecnici.
L'ultima data del Tour è stata svolta a Dortmund, dove la trasmissione televisiva si è conclusa non appena la band ha cominciato a maltrattare la mascotte Eddie: Bruce Dickinson lo aveva abbattuto e ne aveva preso a calci il cervello, mentre Dave Murray faceva a pezzi la sua Fender Stratocaster nera sul collo del pupazzo.

## Date e tappe

### World Piece Tour Regno Unito (Maggio 1983)
| Data       | Città                    | Luogo                      |
| ---------- | ------------------------ | -------------------------- |
| 02/05/1983 | Hull, Inghilterra        | City Hall                  |
| 03/05/1983 | Preston, Inghilterra     | Guildhall                  |
| 05/05/1983 | Oxford, Inghilterra      | New Theatre                |
| 06/05/1983 | Leicester, Inghilterra   | De Montfort Hall           |
| 07/05/1983 | Southampton, Inghilterra | Gaumont Hall               |
| 08/05/1983 | Ipswich, Inghilterra     | Gaumont Theatre            |
| 10/05/1983 | Nottingham, Inghilterra  | Royal Concert Hall         |
| 11/05/1983 | Bradford, Inghilterra    | St George's Hall, Bradford |
| 12/05/1983 | Glasgow, Scozia          | Apollo Theatre             |
| 13/05/1983 | Edimburgo, Scozia        | Edinburgh Playhouse        |
| 15/05/1983 | Cardiff, Galles          | St David's Hall            |
| 16/05/1983 | Sheffield, Inghilterra   | Sheffield City Hall        |
| 17/05/1983 | Newcastle, Inghilterra   | Newcastle City Hall        |
| 18/05/1983 | Hanley, Inghilterra      | Victoria Hall              |
| 20/05/1983 | Bristol, Inghilterra     | Colston Hall               |
| 21/05/1983 | Birmingham, Inghilterra  | Birmingham Odeon           |
| 22/05/1983 | Birmingham, Inghilterra  | Birmingham Odeon           |
| 23/05/1983 | Manchester, Inghilterra  | Manchester Apollo          |
| 25/05/1983 | Londra, Inghilterra      | Hammersmith Odeon          |
| 26/05/1983 | Londra, Inghilterra      | Hammersmith Odeon          |
| 27/05/1983 | Londra, Inghilterra      | Hammersmith Odeon          |
| 28/05/1983 | Londra, Inghilterra      | Hammersmith Odeon          |

### World Piece Tour Europa (Giugno 1983)
| Data       | Città                    | Luogo                        |
| ---------- | ------------------------ | ---------------------------- |
| 01/06/1983 | Helsinki, Finlandia      | Ishallen                     |
| 03/06/1983 | Göteborg, Svezia         | Scandinavium                 |
| 04/06/1983 | Drammen, Norvegia        | Drammenshalle                |
| 05/06/1983 | Stoccolma, Svezia        | Isstadion                    |
| 07/06/1983 | Copenaghen, Danimarca    | Falkoner Theatre             |
| 09/06/1983 | Kerkrade, Olanda         | Rodahal (Cancellata)         |
| 10/06/1983 | Schifflange, Lussemburgo | Hall Polyvalent              |
| 11/06/1983 | Bruxelles, Belgio        | Forest National (Cancellata) |
| 12/06/1983 | Amsterdam, Paesi Bassi   | Jaap Edenhall                |

### World Piece Tour Nord America (Giugno/Ottobre 1983)
| Data       | Città                                          | Luogo                             |
| ---------- | ---------------------------------------------- | --------------------------------- |
| 21/06/1983 | Casper (Wyoming), Stati Uniti                  | Casper Events Center              |
| 22/06/1983 | Salt Lake City, Stati Uniti                    | Salt Palace                       |
| 23/06/1983 | Boise (Idaho), Stati Uniti                     | Boise State University            |
| 24/06/1983 | Spokane (Washington), Stati Uniti              | Spokane Coliseum                  |
| 27/06/1983 | Portland (Oregon), Stati Uniti                 | Portland Coliseum                 |
| 28/06/1983 | Seattle (Washington), Stati Uniti              | KeyArena                          |
| 29/06/1983 | Vancouver, Canada                              | Pacific Coliseum                  |
| 02/07/1983 | San Francisco, Stati Uniti                     | Cow Palace                        |
| 03/07/1983 | Sacramento (California), Stati Uniti           | Memorial Auditorium               |
| 05/07/1983 | Fresno (California), Stati Uniti               | Selland Arena                     |
| 07/07/1983 | San Bernardino, Stati Uniti                    | Orange Pavilion                   |
| 08/07/1983 | San Diego (California), Stati Uniti            | San Diego Sports Arena            |
| 09/07/1983 | Los Angeles, Stati Uniti                       | Long Beach Arena                  |
| 11/07/1983 | Tucson (Arizona), Stati Uniti                  | Tucson Convention Center          |
| 12/07/1983 | Phoenix, Stati Uniti                           | Phoenix Coliseum                  |
| 13/07/1983 | Albuquerque (Nuovo Messico), Stati Uniti       | Tingley Coliseum                  |
| 14/07/1983 | Denver (Colorado), Stati Uniti                 | McNichols Sports Arena            |
| 16/07/1983 | Lubbock (Texas), Stati Uniti                   | Lubbock Memorial Civic Center     |
| 17/07/1983 | Amarillo (Texas), Stati Uniti                  | Amarillo Civic Center             |
| 20/07/1983 | El Paso (Texas), Stati Uniti                   | El Paso Coliseum                  |
| 22/07/1983 | Norman (Oklahoma), Stati Uniti                 | Lloyd Noble Center                |
| 23/07/1983 | Dallas (Texas), Stati Uniti                    | Dallas Convention Center          |
| 24/07/1983 | Houston (Texas), Stati Uniti                   | Sam Houston Coliseum              |
| 26/07/1983 | Corpus Christi (Texas), Stati Uniti            | Corpus Christi Coliseum           |
| 27/07/1983 | San Antonio (Texas), Stati Uniti               | Convention Center                 |
| 29/07/1983 | Shreveport (Louisiana), Stati Uniti            | Hirsch Memorial Coliseum          |
| 30/07/1983 | Memphis (Tennessee), Stati Uniti               | Cook Convention Center            |
| 31/07/1983 | Little Rock (Arkansas), Stati Uniti            | Barton Coliseum                   |
| 01/08/1983 | Nashville (Tennessee), Stati Uniti             | Nashville Municipal Auditorium    |
| 02/08/1983 | Louisville (Kentucky), Stati Uniti             | Louisville Gardens                |
| 06/08/1983 | East Troy (Wisconsin), Stati Uniti             | Alpine Valley                     |
| 07/08/1983 | Indianapolis (Indiana), Stati Uniti            | Market Square Arena               |
| 09/08/1983 | Fort Wayne (Indiana), Stati Uniti              | Fort Wayne Mad Ants               |
| 10/08/1983 | Kalamazoo (Michigan), Stati Uniti              | Wings Stadium                     |
| 11/08/1983 | Detroit (Michigan), Stati Uniti                | Cobo Arena                        |
| 13/08/1983 | Erie (Pennsylvania), Stati Uniti               | Civic Center                      |
| 14/08/1983 | Cleveland (Ohio), Stati Uniti                  | Coliseum at Richfield             |
| 15/08/1983 | Buffalo (New York), Stati Uniti                | Buffalo Memorial Auditorium       |
| 16/08/1983 | Pittsburgh, Stati Uniti                        | Mellon Arena                      |
| 18/08/1983 | Allentown (Pennsylvania), Stati Uniti          | Fairgrounds                       |
| 19/08/1983 | Filadelfia, Stati Uniti                        | Spectrum                          |
| 20/08/1983 | Largo (Maryland), Stati Uniti                  | Capitol Center                    |
| 23/08/1983 | Glens Falls, Stati Uniti                       | Glens Falls Civic Center          |
| 24/08/1983 | Syracuse, Stati Uniti                          | War Memorial at Oncenter          |
| 25/08/1983 | Uniondale, Stati Uniti                         | Nassau Veterans Memorial Coliseum |
| 26/08/1983 | New Haven (Connecticut), Stati Uniti           | New Haven Coliseum                |
| 27/08/1983 | South Yarmouth, Stati Uniti                    | Cape Cod Coliseum                 |
| 29/08/1983 | Portland (Maine), Stati Uniti                  | Contea di Cumberland              |
| 30/08/1983 | Providence (Rhode Island), Stati Uniti         | Civic Center                      |
| 31/08/1983 | Poughkeepsie (New York), Stati Uniti           | Mid-Hudson Civic Center           |
| 01/09/1983 | Rochester (New York), Stati Uniti              | Blue Cross Arena                  |
| 05/09/1983 | Toronto, Canada                                | Kingswood Music Theatre           |
| 06/09/1983 | Montréal, Canada                               | Verdun Auditorium                 |
| 07/09/1983 | Chicoutimi, Canada                             | Georges Vizina Centre             |
| 08/09/1983 | Québec, Canada                                 | Colisée Pepsi                     |
| 10/09/1983 | Toledo (Ohio), Stati Uniti                     | Toledo Sports Arena               |
| 11/09/1983 | Lansing (Michigan), Stati Uniti                | Civic Center                      |
| 13/09/1983 | Madison (Wisconsin), Stati Uniti               | Alliant Energy Center             |
| 14/09/1983 | Minneapolis (Minnesota), Stati Uniti           | Metro Centre                      |
| 15/09/1983 | Winnipeg, Canada                               | Winnipeg Arena                    |
| 19/09/1983 | Calgary, Canada                                | Stampede Corral                   |
| 20/09/1983 | Edmonton, Canada                               | Northland Coliseum                |
| 25/09/1983 | Lincoln, Stati Uniti                           | Pershing Auditorium (Cancellata)  |
| 26/09/1983 | Kansas City, Stati Uniti                       | Memorial Auditorium (Cancellata)  |
| 27/09/1983 | Saint Louis (Missouri), Stati Uniti            | Kiel Auditorium (Cancellata)      |
| 29/09/1983 | Peoria (Illinois), Stati Uniti                 | Peoria Civic Center               |
| 30/09/1983 | Chicago (Illinois), Stati Uniti                | UIC Pavilion                      |
| 01/10/1983 | Cincinnati (Ohio), Stati Uniti                 | Cincinnati Gardens                |
| 02/10/1983 | Columbus (Ohio), Stati Uniti                   | Ohio Center                       |
| 04/10/1983 | Baltimora (Maryland), Stati Uniti              | 1st Mariner Arena                 |
| 08/10/1983 | New York, Stati Uniti                          | Madison Square Garden             |
| 09/10/1983 | Norfolk (Virginia), Stati Uniti                | Norfolk Scope                     |
| 10/10/1983 | Charleston (Virginia Occidentale), Stati Uniti | Charleston Civic Center           |
| 12/10/1983 | Columbia (Carolina del Sud), Stati Uniti       | Carolina Coliseum                 |
| 14/10/1983 | Miami (Florida), Stati Uniti                   | Hollywood Sportatorium            |
| 15/10/1983 | Jacksonville (Florida), Stati Uniti            | Jacksonville Memorial Coliseum    |
| 16/10/1983 | Lakeland (Florida), Stati Uniti                | Lakeland Center                   |
| 18/10/1983 | Johnson City (Tennessee), Stati Uniti          | Freedom Hall                      |
| 19/10/1983 | Knoxville, Stati Uniti                         | Smoky Mountain Wrestling          |
| 20/10/1983 | Charlotte (Carolina del Nord), Stati Uniti     | Charlotte Coliseum                |
| 21/10/1983 | Atlanta (Georgia), Stati Uniti                 | Omni Coliseum                     |
| 23/10/1983 | Lincoln, Stati Uniti                           | Pershing Auditorium               |
| 24/10/1983 | Kansas City, Stati Uniti                       | Memorial Auditorium               |
| 25/10/1983 | Saint Louis (Missouri), Stati Uniti            | Kiel Auditorium                   |

### World Piece Tour Europa (Novembre/Dicembre 1983)
| Data       | Città                     | Luogo                            |
| ---------- | ------------------------- | -------------------------------- |
| 05/11/1983 | Kerkrade, Olanda          | Rodahal                          |
| 07/11/1983 | Hannover, Germania        | Niedersachsenhalle               |
| 08/11/1983 | Amburgo, Germania         | Ernst-Merck-Halle                |
| 09/11/1983 | Kiel, Germania            | Ostseehalle                      |
| 10/11/1983 | Brema, Germania           | Stadthalle                       |
| 11/11/1983 | Kerkrade, Olanda          | Rodahal (Cancellata)             |
| 14/11/1983 | Bruxelles, Belgio         | Forest National                  |
| 15/11/1983 | Rouen, Francia            | Parc des Exposition              |
| 17/11/1983 | Parigi, Francia           | Espace Balard                    |
| 18/11/1983 | Besançon, Francia         | Palais des Sports                |
| 19/11/1983 | Clermont-Ferrand, Francia | Maison des Sports                |
| 20/11/1983 | Lione, Francia            | Palais d'Hiver                   |
| 22/11/1983 | Barcellona, Spagna        | Sports Palace                    |
| 24/11/1983 | Madrid, Spagna            | Real Madrid Pavilion             |
| 25/11/1983 | Madrid, Spagna            | Real Madrid Pavilion             |
| 27/11/1983 | San Sebastián, Spagna     | Velodrome                        |
| 30/11/1983 | Monaco, Germania          | Olympiahalle                     |
| 01/12/1983 | Norimberga, Germania      | Hemmerleinhalle                  |
| 02/12/1983 | Norimberga, Germania      | Hemmerleinhalle                  |
| 03/12/1983 | Würzburg, Germania        | s.Oliver Arena                   |
| 04/12/1983 | Düsseldorf, Germania      | Philipshalle                     |
| 06/12/1983 | Ulma, Germania            | Donauhalle                       |
| 07/12/1983 | Ludwigshafen, Germania    | Friedrich-Ebert-Halle            |
| 08/12/1983 | Stoccarda, Germania       | Schleyerhalle                    |
| 09/12/1983 | Dortmund, Germania        | Westfalenhalle 3                 |
| 10/12/1983 | Rüsselsheim, Germania     | Walter-Köbel-Halle               |
| 11/12/1983 | Losanna, Svizzera         | Palais de Beaulieu               |
| 12/12/1983 | Padova, Italia            | Palazzo dello Sport (Cancellata) |
| 13/12/1983 | Milano, Italia            | Palalido (Cancellata)            |
| 17/12/1983 | Dortmund, Germania        | Westfalenhalle                   |
| 18/12/1983 | Dortmund, Germania        | Westfalenhalle                   |

## Tracce
In genere le tracce presentate nelle esibizioni erano queste:
1. Where Eagles Dare
2. Wrathchild
3. The Trooper
4. Revelations
5. Flight of Icarus
6. Die with Your Boots On
7. 22 Acacia Avenue
8. The Number of the Beast
9. Still Life
10. To Tame a Land
11. Guitar solo
12. Drum solo
13. Phantom of the Opera
14. Hallowed Be Thy Name
15. Iron Maiden
16. Run to the Hills
17. Sanctuary
18. Drifter
19. Prowler

## Formazione
- Bruce Dickinson - voce; chitarra in Revelations
- Dave Murray - chitarra
- Adrian Smith - chitarra, cori
- Steve Harris - basso, cori
- Nicko McBrain - batteria